# Joaquim Tremoleda i Trilla
Joaquim Tremoleda i Trilla (Lladó, 1962). Arqueòleg i historiador.

## Biografia
Llicenciat en Arqueologia i Història Antiga per la Universitat Autònoma de Barcelona (1985) i doctor per la Universitat de Girona, amb la tesi Ceràmiques romanes de producció local al N.E. de Catalunya: època augustal i alto-imperial (1996)
Treballa com a conservador-arqueòleg del Museu d'Arqueologia de Catalunya- Empúries.
Ha dirigit nombroses excavacions i ha publicat múltiples articles a revistes especialitzades, i llibres sobre arqueologia, romanització del nort-est català i Empúries durant el període grec i romà. Així mateix, també ha participat en diversos congressos nacionals i internacionals.
Des de l'any 1983 integra l'equip tècnic del Cursos Internacionals d'Arqueologia d'Empúries i, des del 1995 forma part de la junta (amb el càrrec de tresorer) i del consell redactor dels Annals de l'Institut d'Estudis Empordanesos de Figueres.
És membre del consell de redacció de la sèrie Studies of the Roman World in the Roman Period, editat per l'Institut de Patrimoni Cultural de la UdG. President del Grup de Recerca Arqueològica del Pla de l'Estany. I director de la col·lecció que edita la Diputació de Girona "Guies de Patrimoni Local".
Ha publicat nombrosos articles en revistes locals com Revista de Girona, Revista de Banyoles, Annals de l'Institut d'Estudis Empordanesos, Annals de l'Institut d'Estudis Gironins, Estudis del Baix Empordà, Quaderns del Centre d'Estudis Comarcals de Banyoles, Vèlit o Vitrina.
I també a revistes especialitzades estrangeres: Pallas (Toulouse), Lattara (Lattes), Monographies d'Archéologi Méditerraneénne (Lattes), Études Massaliètes (Aix-en-Provence), SFECAG (Pézenas), Athenaeum (Universitat de Pavia), Madrider Mitteilungen (Mainz) i Journal of Roman Archaeology (Porstsmouth, Rhode Island, USA).
El 2018 publica la seva primera novel·la, La Passió necessària : el pintor Marian Llavanera, d'Úrsula Llibres.

## Obra
- Ermedàs : excavació d'una bòbila romana . Joaquim Tremoleda ... [et al.]. Cornellà del Terri : Grup de Recerca Arqueològica del Pla de l'Estany, 2019.[3]
- La Mare de Déu del Mont : una muntanya màgica i un santuari a cavall de la Garrotxa i l'Empordà. Joaquim Tremoleda i David Pujol. Cassà de la Selva : Gavarres, 2018.
- La Bòbila romana d'Ermedàs, Cornellà de Terri : una indústria de producció ceràmica d'època romana al Pla de l'Estany. Joaquim Tremoleda ... [et al.] ; coordinadors, Grup de Recerca Arqueòlogica del Pla de l'Estany. Cornellà del Terri : Grup de Recerca Arqueològica del Pla de l'Estany, DL 2018.[4]
- La Passió necessària : el pintor Marian Llavanera. Lladó: Úrsula Llibres, 2018. ISBN 9788494641732[5]
- Empúries a l'antiguitat tardana. Coordinació i edició: Josep Maria Nolla, Joaquim Tremoleda. Escala : Museu d'Arqueologia de Catalunya-Empúries, DL 2015. Monografies emporitanes / Museu d'Arqueologia de Catalunya (Empúries) ; 15.1-15.2.[6]
- Grecs, romans i visigots [Enregistrament vídeo] : a Palafrugell fem història. Joaquim Tremoleda ; Pere Castanyer. Palafrugell : [s.n.], 2014
- L'Epigrafia medieval dels comtats gironins. III El comtat de Besalú. Antonio Cobos Fajardo; Joaquim Tremoleda Trilla. Figueres: Brau, 2013
- La Basílica de la llum de Castelló d'Empúries. Textos: Joaquim Tremoleda, Jordi Pla ; fotografies: Manel Puig. Castelló d'Empúries : Fons M. Narcís Costabella, 2013
- Empúries : Musée d'Archéologie de Catalogne : guide didactique / actualisation du contenu: Joaquim Monturiol i Sanés, Rafael Dehesa i Carreira ; conseillers historiques: Pere Castanyer i Masoliver, Marta Santos i Retolaza, Joaquim Tremoleda i Trilla. [Empúries] : Empúries, Museu d'Arqueologia de Catalunya-Empúries, DL 2011 (Olot : Callís)
- L'Epigrafia medieval dels comtats gironins. II El comtat d'Empúries. Antonio Cobos Fajardo; Joaquim Tremoleda Trilla. Figueres: Brau, 2010
- La Mare de Déu del Mont. Joaquim Tremoleda i David Pujol. Girona : Diputació de Girona : Fundació Caixa de Girona, DL 2010
- L'Epigrafia medieval dels comtats gironins. I El comtat de Peralada. Antonio Cobos Fajardo; Joaquim Tremoleda Trilla. Figueres : Brau, 2009
- Empúries: l'arribada de grecs i romans a la península Ibèrica. Text: Joaquim Tremoleda ; fotografies: Jordi Puig. Sant Lluís : Triangle Postals, cop. 2008
- Vilauba. Descobrim una vil·la romana. Figueres, 2007.
- Moisès Sidrach, passió per la creació artística. Joaquim Tremoleda i Trilla. Figueres (Girona) : Institut d'Estudis Empordanesos, 2005. ISBN 84-609-7325-5
- Llafranc romà. Quaderns de Palafrugell, 13. Ajuntament de Palafrugell, Diputació de Girona, Palafrugell, 2004
- La Garrotxa d'Empordà : Lladó – Cabanelles. Joaquim Tremoleda Trilla, Pep i Berto Minobis Bech. Girona : Diputació de Girona, 2003.
- Lladó. Joaquim Tremoleda i Trilla. Girona : Caixa de Girona, 2002. ISBN 84-95187-38-8
- Platja de Fenals (Lloret de Mar, La Selva): una indústria terrissera d'època romana a la Costa Brava. Ramón Buxó i Capdevila, Joaquim Tremoleda i Trilla. Lloret de Mar : Ajuntament de Lloret de Mar, 2002. ISBN 84-921596-6-9
- Història de l'Alt Empordà. Coordinador: Pere Gifre i Ribas. Girona : Diputació de Girona, Unitat de Publicacions, 2000 .-p.113-227
- Industria y artesanado cerámico de época romana en el nordeste de Catalunya (Época augústea y altoimperial). BAR International Series 835. Oxford, 2000
- Història del Pla de l'Estany. Coordinador: Joaquim Tremoleda i Trilla ; text: Miquel Aguirre i Oliveras... [et al.]. Girona : Diputació de Girona, Unitat de Publicacions, 2000
- Ceràmiques romanes de producció local al N.E. de Catalunya: època augustal i alto-imperial Joaquim Tremoleda i Trilla. Girona: Universitat de Girona, 1999. ISBN 8495138476
- La vil·la romana de Vilauba: un exemple de l'ocupació i explotació romana del territori a la comarca del Pla de l'Estany. Pere Castanyer i Masoliver, Joaquim Tremoleda i Trilla. Banyoles : Ajuntament de Banyoles, 1999. ISBN 84-87257-06-2.
- El món rural romà a Catalunya. L'exemple de les comarques nord-orientals. Sèrie monogràfica 15. Girona, 1995
- Ceràmiques comunes i de producció local d'època romana. Materials augustals i alto-imperials a les comarques orientals de Girona. Sèrie monogràfica 12. Centre d'investigacions arqueològiques. Girona, 1990